# Championnats du monde de raquette à neige
Les Championnats du monde de raquette à neige (en anglais: World Snowshoe Championships) sont une compétition sportive organisée par la World Snowshoe Federation (WSSF) qui désigne un champion du monde dans la discipline de la raquette à neige. Ils sont créés en 2006 et annuels depuis 2010.

## Éditions
| Édition | Année | Lieu             | Région                      | Pays       |
| ------- | ----- | ---------------- | --------------------------- | ---------- |
| 1re     | 2006  | Schladming       | Massif du Dachstein         | Autriche   |
| 2e      | 2007  | Schladming       | Massif du Dachstein         | Autriche   |
| 3e      | 2010  | Vancouver        | Basses-terres continentales | Canada     |
| 4e      | 2011  | Myōkō            | Région du Chūbu             | Japon      |
| 5e      | 2012  | Ville de Québec  | Capitale-Nationale          | Canada     |
| 6e      | 2013  | Fondo            | Val di Non                  | Italie     |
| 7e      | 2014  | Rättvik          | Comté de Dalécarlie         | Suède      |
| 8e      | 2015  | Ville de Québec  | Capitale-Nationale          | Canada     |
| 9e      | 2016  | Vezza d'Oglio    | Val Camonica                | Italie     |
| 10e     | 2017  | Saranac Lake     | Comté de Franklin           | États-Unis |
| 11e     | 2018  | Fuente Dé        | Cantabrie                   | Espagne    |
| 12e     | 2019  | La Ciaspolada    | Val di Non                  | Italie     |
| 13e     | 2020  | Myōkō            | Région du Chūbu             | Japon      |
| 14e     | 2022  | Caviahue-Copahue | Province de Neuquén         | Argentine  |
| 15e     | 2024  | Fuente Dé        | Cantabrie                   | Espagne    |

## Palmarès

### Hommes
| Année | Or                                    | Or         | Or              | Argent                | Argent     | Argent          | Bronze                | Bronze           | Bronze          |
| ----- | ------------------------------------- | ---------- | --------------- | --------------------- | ---------- | --------------- | --------------------- | ---------------- | --------------- |
| 2006  | Emanuele Manzi                        | Italie     | 26 min 41 s     | Claudio Cassi         | France     | 26 min 52 s     | Filippo Barizza       | Maroc            | 28 min 47 s     |
| 2007  | Claudio Cassi                         | Italie     | 53 min 38 s     | Antonio Santi         | Italie     |                 | Daniele Cappeletti    | Italie           | 59 min 23 s     |
| 2010  | Antonio Santi                         | Italie     | 49 min 56 s     | Tarcis Ançay          | Suisse     | 50 min 01 s     | Jonathan Wyatt        | Nouvelle-Zélande | 50 min 29 s     |
| 2011  | David Le Porho                        | Canada     | 1 h 35 min 48 s | Joseph Gray           | États-Unis | 1 h 35 min 49 s | Hiroyuki Urano        | Japon            | 1 h 44 min 16 s |
| 2012  | David Le Porho                        | Canada     | 45 min 25 s     | Eric Hartmark         | États-Unis | 46 min 04 s     | Stéphane Ricard       | France           | 46 min 13 s     |
| 2013  | Alex Baldaccini                       | Italie     | 19 min 55 s     | Stéphane Ricard       | France     | 20 min 02 s     | Said Boudalia         | Maroc            | 20 min 06 s     |
| 2014  | Stéphane Ricard                       | France     | 37 min 28 s 3   | Fillipo Barizza       | Italie     | 37 min 46 s 3   | Just Sociats Asensio  | Espagne          | 38 min 15 s 2   |
| 2015  | Maxime Leboeuf                        | Canada     | 46 min 40 s     | Just Sociats          | Espagne    | 46 min 58 s     | Joël Bourgeois        | Canada           | 47 min 10 s     |
| 2016  | Stéphane Ricard                       | France     | 32 min 49 s     | Fillipo Barizza       | Italie     |                 | Roberto Ruiz          | Espagne          |                 |
| 2017  | Joseph Gray                           | États-Unis | 28 min 22 s 05  | Nacho Hernando-Angulo | Espagne    | 29 min 33 s 77  | Josiah Middaugh       | États-Unis       | 29 min 41 s 38  |
| 2018  | Stéphane Ricard                       | France     | 46 min 23 s     | Joseph Gray           | États-Unis | 48 min 24 s     | Roberto Ruiz          | Espagne          | 48 min 55 s     |
| 2019  | Cesare Maestri                        | Italie     | 28 min 46 s     | Joseph Gray           | États-Unis | 29 min 30 s     | Alessandro Rambaldini | Italie           | 30 min 12 s     |
| 2020  | Roberto Ruiz/Ignachio Hernando Angulo | Espagne    | 39 min 37 s     | -                     | -          | -               | Stéphane Ricard       | France           | 40 min 19 s     |
| 2022  | Javier Carriqueo                      | Argentine  | 57 min 10 s     | Roberto Ruiz          | Espagne    | 58 min 14 s     | Eric Hartmark         | États-Unis       | 59 min 59 s     |
| 2024  | Alex Baldaccini                       | Italie     | 44 min 05 s     | Stéphane Ricard       | France     | 45 min 54 s     | Roberto Ruiz          | Espagne          | 46 min 03 s     |

### Femmes
| Année | Or                   | Or         | Or              | Argent                | Argent     | Argent          | Bronze                   | Bronze     | Bronze          |
| ----- | -------------------- | ---------- | --------------- | --------------------- | ---------- | --------------- | ------------------------ | ---------- | --------------- |
| 2006  | Maria Grazia Roberti | Italie     | 32 min 26 s     | Rebecca Harman        | États-Unis | 39 min 19 s     | Rauni Parantain          | Finlande   | 41 min 01 s     |
| 2007  | Cristina Scolari     | Italie     | 1 h 06 min 02 s | Sandrine Schornoz     | Suisse     | 1 h 10 min 27 s | Laurie Lambert           | États-Unis | 1 h 18 min 40 s |
| 2010  | Maria Grazia Roberti | Italie     | 57 min 05 s     | Keri Nelson           | États-Unis | 57 min 42 s     | Syl Corbett              | Canada     | 1 min 00 s 32   |
| 2011  | Djamila Bengueche    | France     | 1 h 53 min 02 s | Anne Marie Bais       | France     | 1 h 53 min 56 s | Claire Doule             | Canada     | 1 h 53 min 57 s |
| 2012  | Maria Grazia Roberti | Italie     | 55 min 08 s     | Amber Ferreira        | États-Unis | 57 min 41 s     | Mélanie Nadeau           | Canada     | 59 min 44 s     |
| 2013  | Isabella Morlini     | Italie     |                 | Laia Andreu           | Espagne    |                 | Maria Grazia Roberti     | Italie     |                 |
| 2014  | Isabella Morlini     | Italie     | 46 min 39 s 2   | Petra Kindlund        | Suède      | 47 min 02 s 5   | Mavi Gil Rafart          | Espagne    | 47 min 32 s 4   |
| 2015  | Sarah Bergeron       | Canada     | 57 min 28 s     | Laia Andreu           | Espagne    | 57 min 41 s     | Rosa Valls               | Espagne    | 1 h 00 min 02 s |
| 2016  | Isabella Morlini     | Italie     | 32 min 49 s     | Ragna Debats          | Pays-Bas   |                 | Rosa Vals Tio            | Espagne    |                 |
| 2017  | Ragna Debats         | Pays-Bas   | 34 min 57 s 41  | Annie Jean            | Canada     | 36 min 48 s 77  | Michelle Hummel          | États-Unis | 37 min 14 s 82  |
| 2018  | Michelle Hummel      | États-Unis | 57 min 05 s     | Ragna Debats          | Pays-Bas   | 1 h 01 min 21 s | Sandra Guerra            | Espagne    | 1 h 05 min 21 s |
| 2019  | Anna Laura Mugno     | Italie     | 36 min 54 s     | Isabella Morlini      | Italie     | 37 min 19 s     | Michelle Hummel          | États-Unis | 37 min 35 s     |
| 2020  | Michelle Hummel      | États-Unis | 49 min 33 s     | Lucia Ibañez Gonzalez | Espagne    | 54 min 13 s     | Sarah Canney             | États-Unis | 54 min 17 s     |
| 2022  | Jennifer Britz       | États-Unis | 1 h 21 min 54 s | Verónica Galván       | Argentine  | 1 h 27 min 59 s | Heidi Strickler          | États-Unis | 1 h 29 min 18 s |
| 2024  | Verónica Galván      | Argentine  | 57 min 33 s     | Michelle Hummel       | États-Unis | 58 min 33 s     | Georgina Gabarró Morente | Espagne    | 58 min 53 s     |

## Records de titres

### Hommes
- Stéphane Ricard : 3 (entre 2014 et 2018)
- David Le Porho : 2 (entre 2011 et 2012)

### Femmes
- Maria Grazia Roberti 3 (entre 2006 et 2012)
- Isabella Morlini 3 (entre 2013 et 2016)